# Kościół Chrystusa Króla w Kleszczynie
Kościół pw. Chrystusa Króla w Kleszczynie – katolicki kościół filialny znajdujący się w miejscowości Kleszczyna (gmina Złotów). Należy do parafii w Sławianowie.

## Historia

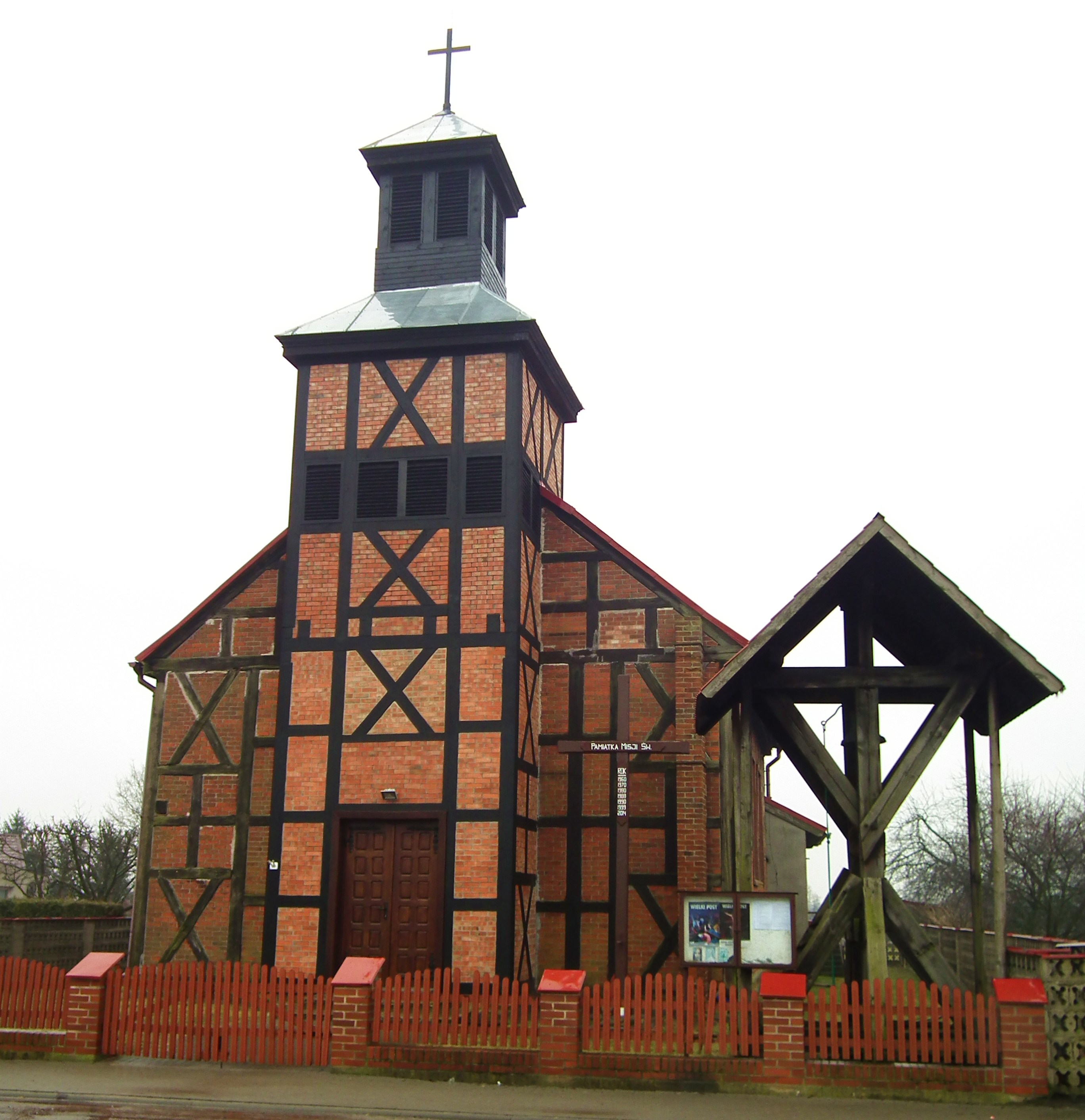
Front z dzwonnicą

Obiekt wybudowano w centrum wsi, w latach 1876–1879 dla miejscowych protestantów. W 1945 przejęli go katolicy. W 1980 i 1990 dobudowano do bryły murowane zakrystie. 

## Architektura
Obiekt kryty blachodachówką, wzniesiony z muru pruskiego (konstrukcja słupowo-ramowa). Prezbiterium jest w formie absydy (zamknięte trójbocznie). Wieża znajduje się od frontu i jest zwieńczona blaszaną wieżyczką z dachem namiotowym. Strop jest belkowany. Chór muzyczny zawiera prospekt organowy. Ołtarz główny (1877) pochodzi z kościoła parafialnego w Sławianowie. Witraże wykonano w 2001, a autorką była Małgorzata Iwańska. Przy kościele stoi drewniana dzwonnica w kształcie krosna z 1876. Pokryta jest dachem dwuspadowym.

## Wyposażenie
Wyposażenie świątyni pochodzi z XVII i XVIII wieku.